# Maison d'Histoire et de Mémoire d'Ongles
La Maison d'Histoire et de Mémoire d'Ongles (MHeMO) a été ouverte en 2008 à Ongles (Alpes-de-Haute-Provence). Elle comprend une exposition permanente intitulée Ils arrivent demain, relatant l'histoire d'une vingtaine de familles de harkis (soit plus d'une centaine de personnes)  arrivées dans le village le 6 septembre 1962, dans le contexte de la fin de la guerre d'Algérie.
À la fois lieu de mémoire et lieu d'histoire, l'exposition  relate comment le lieutenant Yves Durand, lieutenant d'une Section Administrative Spécialisée (S.A.S.)  en Algérie a démissionné pour pouvoir ramener des anciens supplétifs en France, notamment à Ongles. Elle montre l'évolution de la situation pour les anciens harkis et leur famille, depuis l'installation dans un hameau de forestage conçu à leur intention, jusqu'à leur départ à Cannes en 1965, puis la transformation du hameau de forestage en centre de formation professionnelle à l'intention des descendants d'anciens harkis, jusqu'en 1971. 
La conception de l'exposition a reçu l'aide des historiens Jean-Jacques Jordi et Abderahmen Moumen.

## Sources
La version initiale de cet article s'appuie sur les documents suivants :
- Fatima Besnaci-Lancou, Benoit Falaize et  Gilles Manceron (dir.) , Les harkis, Histoire, mémoire et transmission, préface de Philippe Joutard, Ed. de l'Atelier, septembre 2010,  (ISBN 978-2-7082-4117-6).
- Jacqueline Ursch (dir.), Grandes vies minuscules transalpines, éd. Le Sablier, novembre 2009,  (ISBN 978-2-8439-0170-6).
- Le dépliant réalisé par la commune d'Ongles.